# Herrarnas räck i gymnastik vid olympiska sommarspelen 2004
Herrarnas räck i gymnastik vid olympiska sommarspelen 2004 avgjordes den 14 och 23 augusti i O.A.C.A. Olympic Indoor Hall.

## Medaljörer
| Gren           | Guld                 | Silver        | Brons             |
| Herrarnas räck | Igor Cassina Italien | Paul Hamm USA | Isao Yoneda Japan |

## Resultat

### Final
| Placering | Gymnast                 | Start- värde | Frankrike | Malaysia | Rumänien | Island | Kanada | Kuba | Straff | Totalt |
| --------- | ----------------------- | ------------ | --------- | -------- | -------- | ------ | ------ | ---- | ------ | ------ |
|           | Igor Cassina (ITA)      | 10.00        | 9.85      | 9.70     | 9.85     | 9.85   | 9.70   | 9.85 | —      | 9.812  |
|           | Paul Hamm (USA)         | 10.00        | 9.85      | 9.80     | 9.80     | 9.85   | 9.80   | 9.80 | —      | 9.812  |
|           | Isao Yoneda (JPN)       | 10.00        | 9.75      | 9.85     | 9.80     | 9.80   | 9.80   | 9.75 | —      | 9.787  |
| 4         | Morgan Hamm (USA)       | 10.00        | 9.80      | 9.80     | 9.75     | 9.75   | 9.80   | 9.80 | —      | 9.787  |
| 5         | Aleksei Nemov (RUS)     | 10.00        | 9.80      | 9.75     | 9.75     | 9.80   | 9.75   | 9.70 | —      | 9.762  |
| 6         | Xiao Qin (CHN)          | 10.00        | 9.70      | 9.75     | 9.65     | 9.75   | 9.75   | 9.75 | —      | 9.737  |
| 7         | Fabian Hambuechen (GER) | 10.00        | 9.70      | 9.75     | 9.70     | 9.65   | 9.70   | 9.70 | —      | 9.700  |
| 8         | Valeri Gontjarov (UKR)  | 9.60         | 8.85      | 8.90     | 8.90     | 8.90   | 8.90   | 8.80 | —      | 8.887  |
| 9         | Daisuke Nakano (JPN)    | 9.80         | 8.70      | 9.00     | 8.70     | 8.60   | 8.80   | 8.80 | —      | 8.750  |
| 10        | Yang Tae-Young (KOR)    | 9.80         | 8.60      | 8.90     | 8.60     | 8.70   | 8.50   | 8.80 | —      | 8.675  |